# Песочное (Ленинградская область)
Песочное (до 1948 — Инониеми, фин. Inoniemi) — посёлок в Полянском сельском поселении Выборгского района Ленинградской области.

## Название
Согласно постановлению общего собрания колхозников колхоза «Пограничный» зимой 1948 года деревня Инониеми  была переименована в Заливное, но это название не было утверждено комиссией по переименованиям и через полгода, согласно решению исполкома, деревне было присвоено новое название — Песочное. 
Переименование было закреплено указом Президиума ВС РСФСР от 13 января 1949 года.

## История

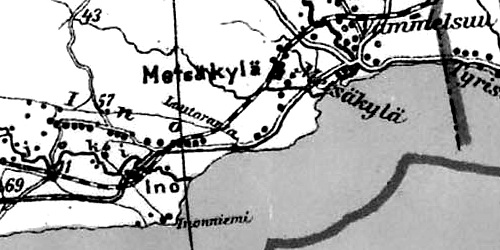
Деревня Инониеми на финской карте 1923 года

До 1939 года деревня Инониеми входила в состав волости Уусикиркко Выборгской губернии Финляндской республики.
С 1 января 1940 года по 30 сентября 1948 года — в составе Инокюльского сельсовета Каннельярвского (Райволовского) района. 
С 1 июля 1941 года по 31 мая 1944 года — финская оккупация. 
С 1 октября 1948 года в составе Приветненского сельсовета Рощинского района.
С 1 января 1949 года учитывается административными данными как деревня Песочное. 
С 1 июня 1954 года — в составе Октябрьского сельсовета.
В 1958 году население деревни составляло 172 человека.
С 1 февраля 1963 года — в составе Выборгского района.
Согласно данным 1966 и 1973 годов посёлок Песочное входил в состав Октябрьского сельсовета
Согласно данным 1990 года посёлок Песочное входил в состав Полянского сельсовета.
В 1997 году в посёлке Песочное Полянской волости проживали 1057 человек, в 2002 году — 904 человека (русские — 86 %).
В 2007 году в посёлке Песочное Полянского СП проживал 1100 человек, в 2010 году — 885 человек.

## География
Посёлок расположен в южной части района на автодороге 41А-082 (Зеленогорск — Выборг).
Расстояние до административного центра поселения — 38 км.
Расстояние до ближайшей железнодорожной станции Приветненское — 6 км. Ближайшая железнодорожная платформа — 72 км.
Посёлок находится на берегу Финского залива.

## Демография
| 2007 | 2010 | 2017 | 2021 |
| ---- | ---- | ---- | ---- |
| 1100 | ↘885 | ↗959 | ↘729 |

## Улицы
50 лет Октября, Ю. Литвинова.